# Sân bay Arłamów
Sân bay Arłamów (tiếng Ba Lan: Lotnisko Krajna) (IATA: N/A, ICAO: EPAR) là một sân bay của chính phủ cũ nằm ở cực đông nam của Ba Lan (gần biên giới Ukraine), ở gmina Bircza.
Sân bay được xây dựng vào cuối những năm 1970 trong vùng lân cận của một khu phức hợp giải trí bí mật, sang trọng có tên Arłamów. Khu phức hợp độc quyền, được bảo vệ cao này nằm ở giữa một khu vực rừng rậm, tiếp cận một cách khó khăn. Vì nó rất phổ biến với các đại diện chính của chính phủ Cộng sản Ba Lan, việc tiếp cận dễ dàng với các cơ sở ở đó là rất cần thiết. Đó là lý do tại sao ý tưởng xây dựng một sân bay gần đó xuất hiện.
Tìm một nơi thích hợp cho sân bay không phải là một nhiệm vụ dễ dàng, vì địa hình xung quanh là đồi núi và rừng rậm. Cuối cùng, các kỹ sư đã tìm thấy một cao nguyên trong khuôn viên của ngôi làng Krajna bị chiến tranh tàn phá, cách 10 km về phía Tây Bắc của Arłamów. Một đường băng bê tông / bitum dài 1193 m và rộng 35 m đã được xây dựng, do đó cho phép các quan chức của đảng và chính phủ hạ cánh an toàn với máy bay cánh quạt và máy bay phản lực nhỏ. Vì khu phức hợp Arłamów cũng đã tiếp đón những vị khách quốc tế đặc biệt đến những chiếc máy bay phản lực lớn, thay vào đó họ đã bay đến Sân bay Rzeszów- Jinationka và sau đó được đưa tới Arłamów.
Bên cạnh đường băng, một thang lên máy bay đã được chế tạo, nhưng không cần thiết bị đầu cuối nào, các quan chức đến ngay lập tức được xe limousine đón và đưa về khách sạn. 

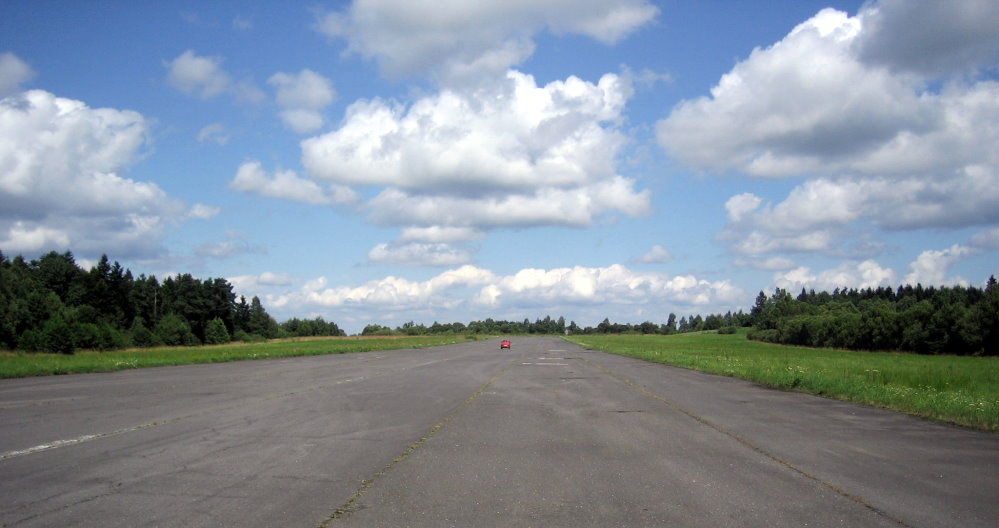
Đường băng tại sân bay Arłamów (Krajna), cho thấy một "tài xế xe hơi tốc độ" đang hoạt động.

Kể từ sự sụp đổ của Bức màn sắt, Arłamów và sân bay đều bị giải thể. Trong những năm gần đây, khu phức hợp đã mở cửa trở lại như một điểm thu hút khách du lịch, nhưng việc sử dụng sân bay vẫn chưa được hồi sinh. Sân bay Arłamów vẫn còn đó và trong tình trạng khá tốt, nhưng nó không được duy trì cũng như không được giám sát. Nó đôi khi được sử dụng cho hàng không thể thao và các chuyến bay du lịch truyền thống, nhưng việc hạ cánh được thực hiện là rất rủi ro. Thường xuyên hơn, đường băng bị chiếm bởi những người lái xe tốc độ.
Hướng của đường băng là 16/34 ở độ cao 441 mét. Địa điểm của sân bay thường được gọi là odzinka Górna, Krajna, Trójca hoặc omna (theo tên của những ngôi làng gần đó).